# Cyclostrema pentegoniostoma
Cyclostrema pentegoniostoma is een slakkensoort uit de familie van de Liotiidae. De wetenschappelijke naam van de soort is voor het eerst geldig gepubliceerd in 1856 door Carpenter.